# Waldemar Hoven
Waldemar Hoven (10 de febrero de 1903, Friburgo, Imperio alemán - Alemania ocupada, Landsberg am Lech, 2 de junio de 1948) fue un militar nacionalsocialista y médico alemán, oficial de las SS y oficial en el campo de concentración de Buchenwald.

## Biografía
Hoven nació en Friburgo, Baden, en el entonces Imperio alemán. Entre los años 1919 y 1933, visitó Dinamarca, Suecia, Estados Unidos y Francia, y regresó en 1933 a Friburgo, donde completó sus estudios de secundaria. Luego asistió a las universidades de Friburgo y Múnich. En 1934, se unió a las SS. En 1939, concluyó sus estudios médicos y se convirtió en médico de las SS. Hoven ascendió al rango de Hauptsturmführer (Capitán) en las Waffen-SS.
Hoven participó en la administración de experimentos médicos sobre el tifus y la tolerancia del suero que contiene fenol, y que condujo a la muerte de muchos reclusos. También participó en programas de eutanasia alemanes, durante los cuales las personas con discapacidad fueron asesinadas, junto con personas judías que no se consideraban aptas para trabajar.
Fue arrestado por los nacionalsocialistas en 1943, acusado de dar una inyección letal de fenol a un oficial de las SS que fue testigo potencial en una investigación contra Ilse Koch, con quien se rumoreaba que Hoven estaba teniendo una aventura. Fue declarado culpable y condenado a muerte, aunque fue puesto en libertad en marzo de 1945 debido a la escasez de médicos.

## Juicio
Hoven fue arrestado al final de la Segunda Guerra Mundial por los aliados y procesado como acusado en el Juicio de los doctores, uno de los Juicios de Núremberg. Fue declarado culpable de crímenes de guerra, crímenes de lesa humanidad y pertenencia a una organización criminal. Fue sentenciado a muerte y ahorcado el 2 de junio de 1948 en la prisión de Landsberg en Baviera.